# Direktstrahlung
Die Direktstrahlung bezeichnet den Teil der aus einer Strahlungsquelle emittierten elektromagnetischen Strahlung, der sich ohne auf ein Hindernis zu treffen ausgebreitet und daher den kürzest möglichen Weg zwischen dem Ort seiner Emission und dem Ort zurücklegt, an dem er reflektiert, absorbiert, gestreut, gebeugt oder gebrochen wird. Die resultierende nicht direkte Strahlung wird als Diffusstrahlung bezeichnet.
Im Sonderfall des Strahlungshaushalts der Erde bezeichnet man dies als direkte oder schattenwerfende Sonneneinstrahlung, also jenen Teil der auf die Erdoberfläche eintreffenden Sonnenstrahlung bzw. Globalstrahlung, der nicht mit der Erdatmosphäre wechselwirkte (→ Extinktion). Während oberhalb der Erdatmosphäre die Sonnenstrahlung etwa der eines Schwarzkörperstrahlung entspricht, kommt an der Erdoberfläche vorwiegend direkte Strahlung im Wellenlängenbereich 300 nm – 2000 nm an. Da die direkte Sonneneinstrahlung  im Vergleich zur so genannten diffusen Sonneneinstrahlung kurze Wellenlängen besitzt, bezeichnet man sie auch als kurzwellige Sonneneinstrahlung. Dieser Begriff ist jedoch ungenau und sollte nicht verwendet werden.